# Куропатви
Куропатви гербу Ястребець (Шренява) — польський шляхетський рід. Чимало представників — урядники Королівства Польського.

## Представники
- Пшибек з Гродзіни та Опатковиць, мав 6 синів, дружина — Махна з Мокрська, сестрениця бездітного Пакоша зі Жмигроду
  - Пйотр (†перед 1406) — краківський канонік
  - Пшибек — ложничий короля
  - Ясько (†перед 1421) — завихостський каштелян (1412-17), сплатив частину боргів Пакоша зі Жмигроду і отримав Старий Жмигрод у заставу 1397, купив село Ланцухів Холмського повіту, першим почав підписуватися «з Ланцухова», 1392 року згаданий як люблинський староста, 1400 — ловчий, 1403 суддя земський, його вдова Ельжбета з Відухової жила 1421 року
    - Ян з Ланцухова Куропатва (†1462) — 1424 року появився у джерелах як придворний та прихильник Софії Гольшанської, симпатизував гуситам, 1430 року з Федором (Фридериком) Острозьким, Якубом з Рогова напав на монастир Ясної Гури, місто Ченстохову; після смерти Ягайла — противник Збіґнєва Олесніцького, сяноцький староста (1442-46), за дорученням королеви 1440 року відвіз до ВКЛ її 12-р. сина Казимира; підкоморій люблинський (1439-62), незважаючи на впливові посади, не заробив значних маєтків; вдова Ядвіґа 1463 року з дітьми були державцями села Ленчна[3][4]
      - Ян (†до 1481)
      - Станіслав — холмський каштелян (1496—1520[5]), наступник Якуба Бучацького на посаді[6] 1519 р. отримав привілей на заснування міста в дідичному Ланцухові, помер весною 1520, дружина — Барбара Кобиленська, може, його синами були Ян, Миколай, які не пережили батька[7]
      - доньки: Бурнетта Ядвіґа, Катажина, Анна
- Ян — староста холмський
- Станіслав — посол сейму від Руського воєводства 1589 року
- Миколай — войський, стольник галицький, дружина — Анна Белжецька
  - Александер, дружина — Ґолуховська
    - Александра, дружина Казановського
- Павел — стольник галицький, дружина — Маковецька
  - Ян
  - Пйотр Станіслав, 1666-67 років разом з Терезою Куропатвою надав фундуш 350 флоринів для костелу Успіння (Надвірна)[8]
    - Гелена, дружина Адама Белжецького, фундаторка Станиславівського єзуїтського колегіуму РКЦ
    - Александер — канцлер Львівської капітули РКЦ, депутат Коронного трибуналу 1695

  - Павел
  - Геронім
- Павел, дружина — сяноцька підкоморянка Зофія Станіславська
- Миколай (ротмістр козацької коругви у 100 коней[9]), Александер, загинули в битві під Пилявцями[10]

- Павел з Палагичів[11] — стольник, підкоморій галицький.